# Skånska Konstnärsklubben
Skånska Konstnärsklubben är en organisation för yrkesverksamma konstnärer med säte i Malmö. Klubben bildades 1942 under ledning av konstnärerna Anders Trulson, Willy Lindeberg och Erik Jönsson, som också blev dess två första ordförande, för att under pågående världskrig vara en samlingsplats för och tillvarata en främst yngre generation konstnärers intressen i det skånska kulturlivet. Föregångare till verksamheten var Skånska Konstnärslaget (1903–1916) och Konstnärsklubben i Stockholm (grundad 1856). På 1950-talet utgav man konstskriften Konstspegeln. Klubben har genom åren haft hundratals konstnärer som medlemmar. Dess ordförande sedan 2010 är Bertil Petersson.
Skånska Konstnärsklubben förvaltar stipendiefonder donerade av Konstnärernas Samarbetsorganisation (KSO), Sigfrid och Gretha Turén, Herman Österlund och Tage Evald Nilsson. En fond som skapats av medlemmar är den så kallade Vätskefonden. Fastigheten Fridhem nära Näsum ingår i Erik och Frida Jönssons minnesfond och disponeras av klubbens medlemmar.